# 241 B PLM 1
La 241 B PLM 1 est une locomotive à vapeur de type 241, construite pour la Compagnie des chemins de fer de Paris à Lyon et à la Méditerranée (PLM). Il s'agit d'un prototype équipé d'une chaudière à haute pression.

## Histoire
Dans le cadre des efforts du PLM pour créer des locomotives à vapeur performantes, une locomotive à haute pression a été étudiée. L'augmentation du timbre de la chaudière permet non seulement d'augmenter la puissance de la locomotive pour un même volume de cylindres, mais aussi de réduire la consommation de combustible pour une même puissance.
En octobre 1928, l'entreprise Henschel & Sohn a reçu une commande pour la livraison d'une 241 locomotive à haute pression destinée à assurer la traction des trains de voyageurs rapides sur les grandes lignes, similaire à la 241 A.
Comme les chaudière à tubes de fumées, normalement utilisées pour les locomotives à vapeur, ne peuvent fonctionner que jusqu'à une pression de 20 HPZ, Henschel a utilisé pour la nouvelle locomotive une chaudière à tubes d'eau du système Schmidt, déjà utilisée sur la H17 206 de la Deutsche Reichsbahn. C'était une ancienne locomotive S10 des Chemins de fer d'État de la Prusse qui a été transformée en 1925.
La locomotive 241 B 1 a été livré à la PLM le 30 mai 1930, portant le numéro de fabrication Henschel 21 282. De nombreux essais ont été réalisés et la locomotive a été systématiquement comparée à la 241 A. Lors de sa première année d'exploitation, la locomotive a tracté des trains rapides sur la ligne de Laroche à Dijon jusqu'en juin 1931.
Elle a été retirée du service  en 1936 après avoir parcouru environ 100 000 km, à la suite de la rupture d'un tube près de la boîte à feu. Bien que la locomotive ait permis une économie de combustible d'approximativement 20 %, cela n'a pas compensé les coûts d'acquisition et d'entretien plus élevés.

## Équipement
Le châssis comporte quatre essieux couplés avec des roues motrices de 1,8 m de diamètre, disposées entre un bogie avant et un bissel arrière. Ces pièces sont, à quelques détails près, identiques aux pièces du châssis de la 241 A. Les autres parties de la locomotive ne différaient guère de la 241 A, à l'exception de la chaudière et du diamètre plus petit des cylindres du moteur compound à quatre cylindres en raison de la pression élevée de la vapeur.   
Elle est équipée d'une chaudière à haute pression Henschel-Schmidt, composée en fait de trois chaudières :
- un circuit primaire clos à 108 HPZ de pression ;
- un circuit secondaire à 59 HPZ ;
- un circuit basse pression à 14 HPZ.

Dans le circuit primaire fermé, l'eau circulait dans des tubes verticaux le long des parois dans la boîte à feu entre un cadre de fond et deux tambours collecteurs de vapeur supérieurs disposés longitudinalement aux coins de la boîte à feu. La boîte à feu s'étendait vers l'avant comme chambre de combustion dans la chaudière basse pression. La vapeur des tambours collecteurs, à une pression de 110 bars, montait dans les serpentins de la chaudière haute pression, qui était conçue comme un échangeur de chaleur. L'eau du circuit primaire fermé était déminéralisée, de sorte qu'aucun problème de tartre ne pouvait survenir dans cette zone.
La vapeur produite par la chaudière haute pression, à une pression de 60 bars, était surchauffée dans les tubes de fumée de la chaudière basse pression et envoyée vers les cylindres haute pression. La vapeur d'échappement des cylindres haute pression était mélangée à la vapeur surchauffée produite dans la chaudière basse pression conventionnelle dans un mélangeur et envoyée aux cylindres basse pression. La pression de cette vapeur était de 14 bars. La vapeur d'échappement des cylindres basse pression était envoyée vers l'échappement de la locomotive, une partie du vapeur étant utilisée pour le préchauffage de l'eau d'alimentation de la chaudière basse pression. Le préchauffeur Knorr était monté au-dessus de la boite à fumée, en travers devant la cheminée.
La chaudière basse pression a été conçue comme une chaudière à tubes de fumée traditionnelle. L'alimentation de la chaudière se faisait par un injecteur ou une pompe du système Nielebock-Knorr. La chaudière haute pression était alimentée par deux pompes Knorr qui prélevaient l'eau de la chaudière basse pression.

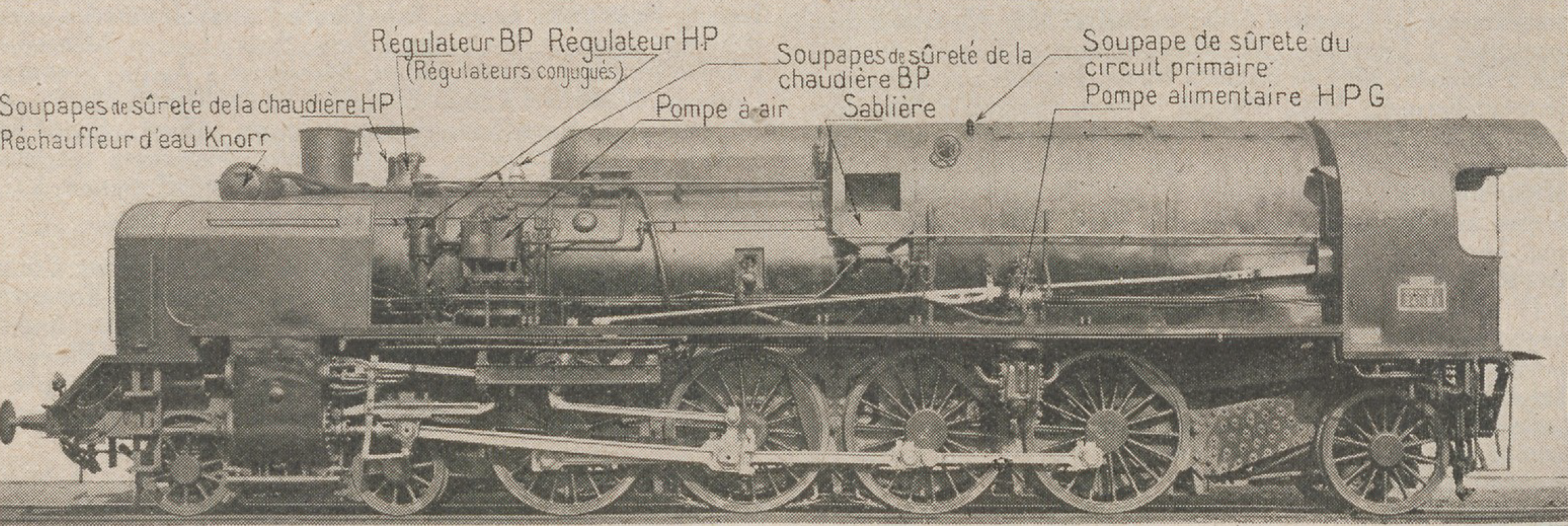
Côté gauche de la locomotive avec explication des composants
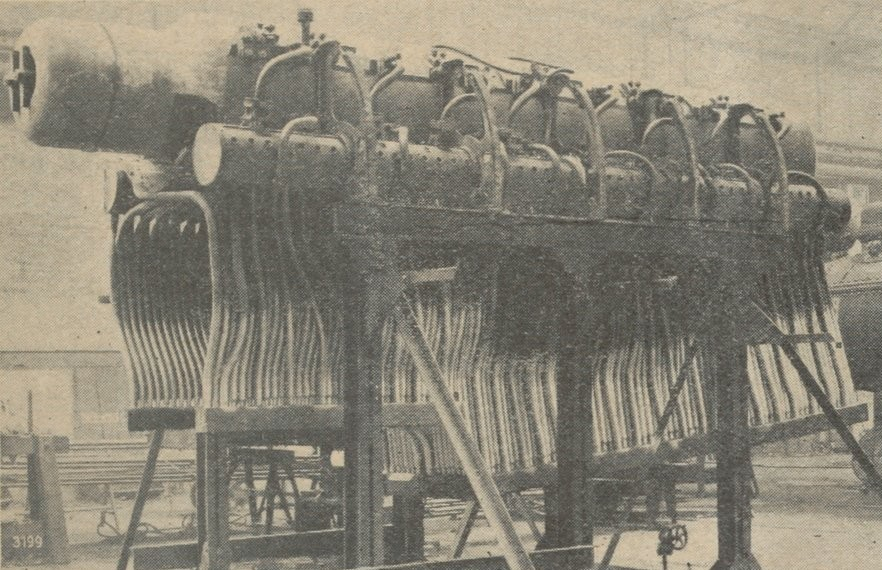
Chaudière haute pression avec circuit primaire
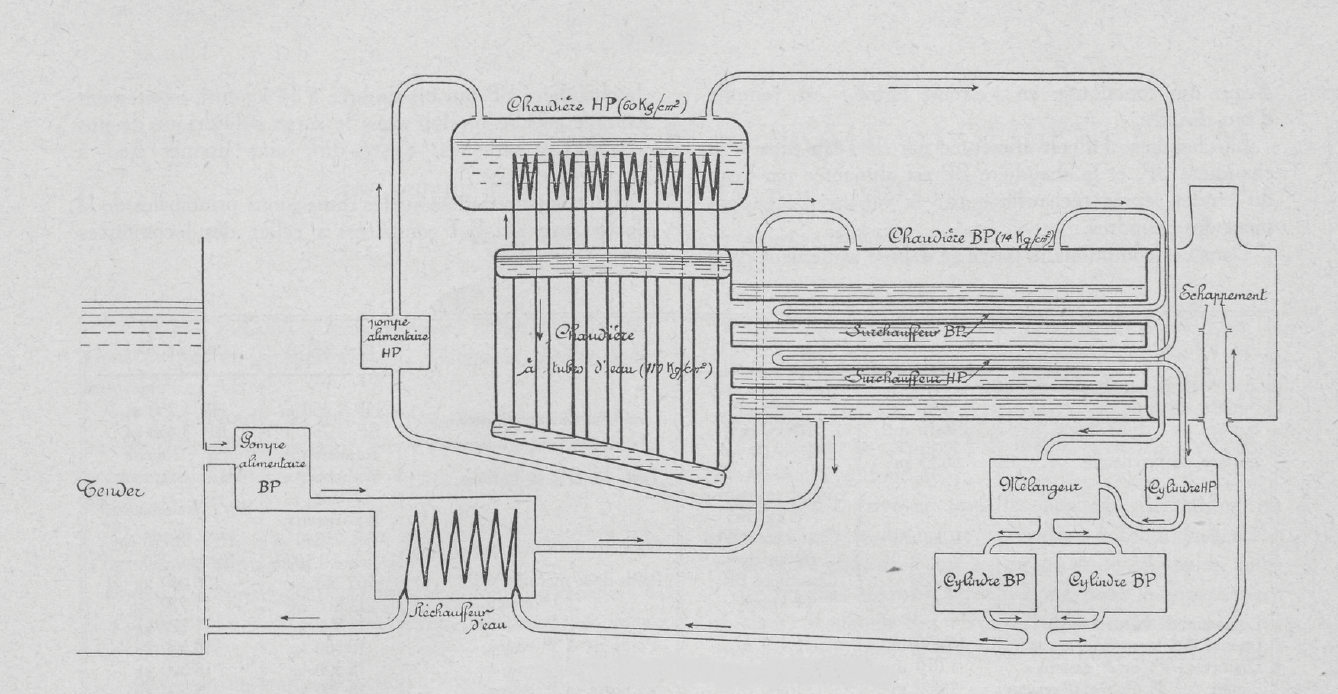
Coupe longitudinale schématique de la locomotive
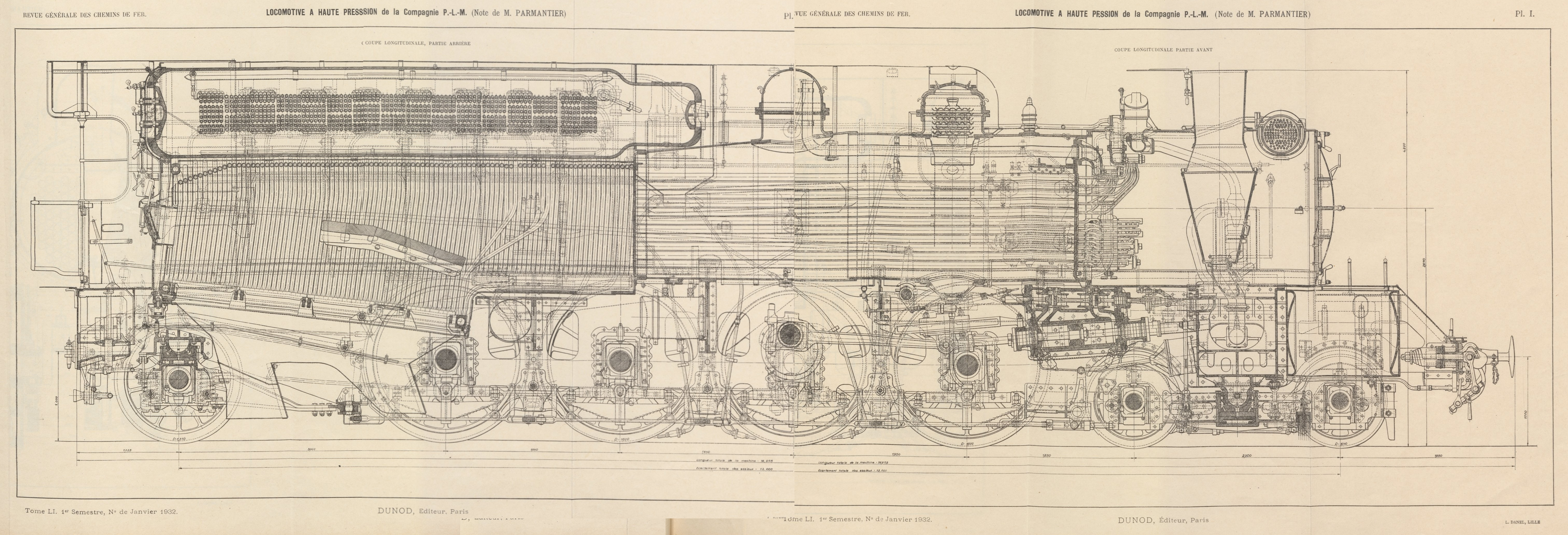
Coupe longitudinale
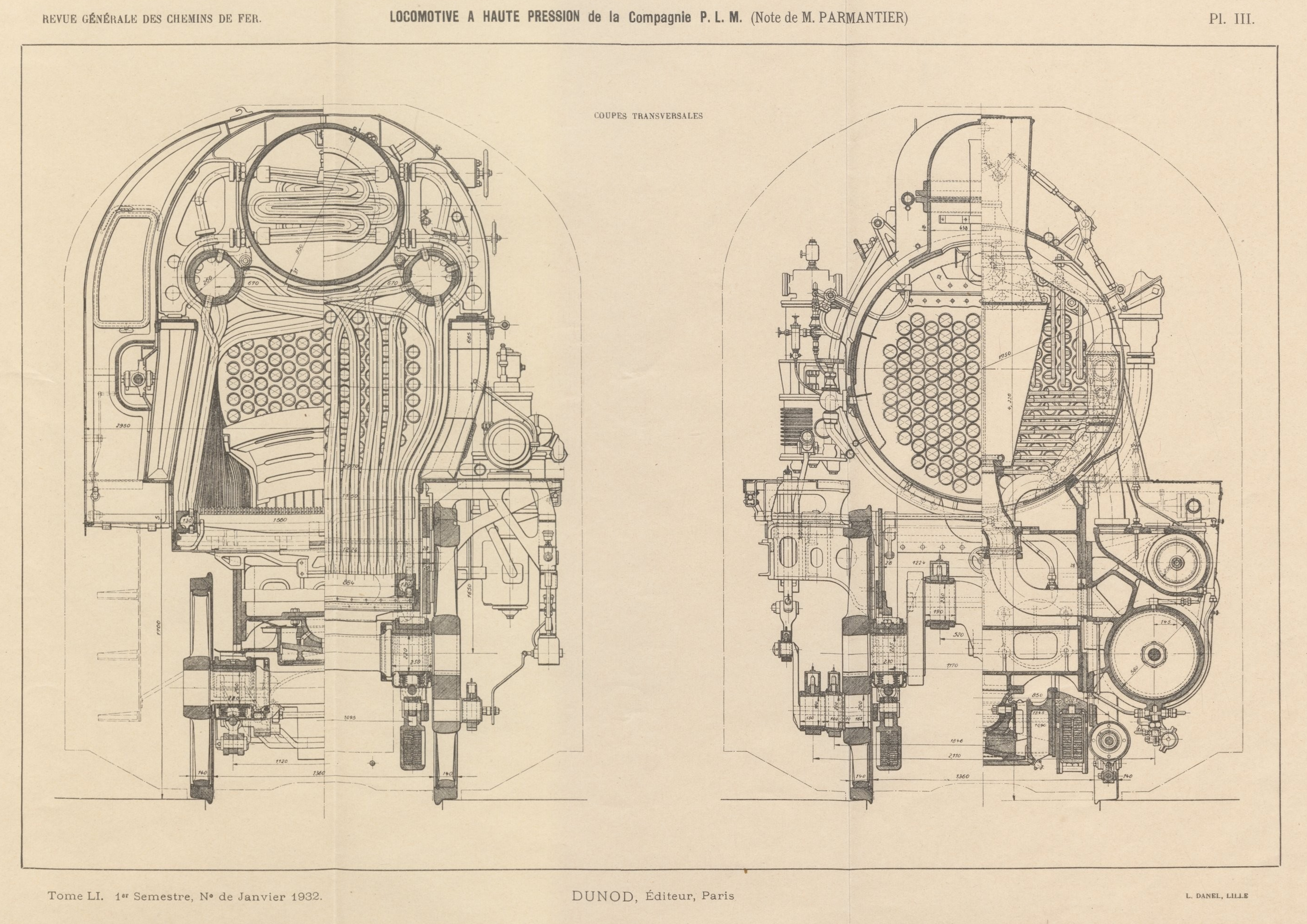
Coupes transversales